# 알리 바카르
알리 바카르(Ali Bakar, 1947년 11월 18일 ~ 2003년 8월 9일)는 말레이시아의 전 축구 선수로 포지션은 공격수였으며 그의 형인 이사 바카르 또한 축구 선수로 활동하였다.

## 선수 시절

### 클럽
1964년부터 1967년까지 고향팀인 피낭 FA의 유스팀에서 활동하며 1966년 말레이시아 킹스 골드컵 우승, 1966년 번리컵 우승에 공헌했다. 
이후 1968년 성인팀에 입단하여 1976년 은퇴할 때까지 8년동안 팀의 주축 공격수로서 1968년 말레이시아 팸컵 준우승, 1968년과 1969년 말레이시아컵 준우승, 1974년 말레이시아컵 우승, 1976년 아가칸 골드컵 우승, 말레이시아 킹스 골드컵 2회 우승(1968, 1969) 및 2회 준우승(1971, 1975) 등에 공헌했다. 

### 국가대표팀
1970년부터 1976년까지 말레이시아 대표팀의 일원으로 활동하며 1970년 메르데카 국제축구대회 우승, 같은 해 자카르타 창립 기념대회 우승, 1972년 킹스컵 우승, 1974년 아시안 게임 동메달 획득에 기여했으며 1972년 하계 올림픽과 1976년 AFC 아시안컵 본선에도 출전했다.

## 사망
2003년 8월 9일 싱가포르에서 열린 자선 경기를 치르던 도중 갑작스런 심장마비로 의식을 잃고 쓰러져 병원으로 이송되었으나 병원에 도착했을 때는 이미 사망한 상태였으며 사망 이후 시신은 고향인 피낭주에 안장되었다.